# Microrregión de São José dos Campos
La microrregión de São José dos Campos, también conocida como Aglomerado Urbano de San José de los Campos, es una de las  microrregiones del estado brasileño de São Paulo perteneciente a la Mesorregión del Valle del Paraíba Paulista. Su población fue estimada en 2006 por el IBGE en 1.386.456 habitantes y está dividida en ocho municipios. Posee un área total de 4.046,423 km². La región tiene alto potencial para convertirse en una región metropolitana, lo cual ocurrirá cuando sear sancionado el proyecto de ley que prevé la creación de 12 regiones metropolitanas en el interior del estado de Sao Paulo.

## Municipios
- Caçapava
- Igaratá
- Jacareí
- Jambeiro
- Monteiro Lobato
- Paraibuna
- Santa Branca
- São José dos Campos

- Datos: Q2129484